# Zebrida
Zebrida is een geslacht van kreeftachtigen uit de klasse van de Malacostraca (hogere kreeftachtigen).

## Soorten
- Zebrida adamsii White, 1847
- Zebrida brevicarinata Ng & D. G. B. Chia, 1999
- Zebrida longispina Haswell, 1880